# Зулейха Сеидмамедова
Зулейха Мирхабиб кизи Сеидмамедова (на азербайджански: Züleyxa Mirhəbib qızı Seyidməmmədova; 22 март 1919 – 1999) е съветска авиаторка (военен пилот изтребител, капитан, заместник-командир и навигатор на 586-и женски изтребителен авиационен полк, формиран от Марина Раскова; инструктор по парашутни спортове), общественичка (комсомолска активистка) и политичка (министър на социалното осигуряване на Азербайджанската ССР). Тя е първата азербайджанка, станала военен пилот.

## Биография
Родена е в Баку на 22 март 1919 г. В гимназията учи заедно с майка си. Още в училище Зулейха започва да се увлича по авиационни спортове.
След завършване на училището постъпва в Азербайджанския индустриален институт. През пролетта на 1934 г. влиза в Бакинския аероклуб и още през октомври същата година става пилот на клуба. Така се превръща в първата азербайджанка, станала пилот и инструктор по парашутен спорт. През август 1935 г., според резултатите от Първата всесъюзна среща на парашутистите в Москва, тя получава квалификация на инструктор-парашутист.
На 21 януари 1936 г. в Кремъл се провежда тържествен прием във връзка с 15-годишнината от установяването на съветската власт в Азербайджан, на който комсомолката Зулейха Сеидмамедова е наградена с ордена „Почетен знак“. От 1936 г. е инструктор-пилот на Бакинския аероклуб.
През 1938 г. завършва Азербайджанския индустриален институт и получава специалност инженер-геолог. През август същата година подава документи за приемане във Военновъздушната академия „Николай Жуковски“. Допусната е на изпит като особено изключение. Преминала успешно изпитите, тя е приета в щурманския факултет. През декември 1939 г. става депутат в Московския съвет. На 23 февруари 1940 г. получава званието младши лейтенант.

### Втора световна война
През май 1941 г. завършва военна академия и получава назначение на длъжност щурман на ескадрила в учебния авиополк на академията. След началото на Великата отечествена война нейният авиополк е реформиран за боевете и е включен в системата на противовъздушната отбрана на град Москва. В края 1941 г. е назначена за щурман на току-що създадения 586-и женски изтребителен авиополк. В състава му Зулейха участва във въздушни боеве в Битката за Сталинград, както и в Битката при Курск и в Корсун-Шевченковската операция.
Наградена е с ордена „Велика отечествена война“, II степен. За цялото време на войната Зулейха Сеидмамедова със своя самолет-изтребител „Як-9“ извършва повече от 500 излитания и води повече от 40 въздушни битки. Посреща края на войната в Букурещ на длъжност заместник-командир на 586-и женски изтребителен авиополк.

### Следвоенни години
След края на войната, демобилизирана от армията, тя се завръща в Баку, където работи отначало като инструктор в Бакинския градски комитет на партията. През септември 1946 г. е избрана за секретар на ЦК на ЛКСМ на Азербайджан и работи на този пост до 1951 г.
Избрана е за депутат във Върховния съвет на Азербайджанската ССР през 1947 г. От 1951 до 1974 г. е министър на социалната сигурност на Азербайджанската ССР. Работи и на позициите заместник-председател на президиума на Азербайджанското дружество за приятелство и културни връзки с чуждите страни.

## Награди
За изключителни трудови постижения и плодотворна обществена дейност с декрет на Президиума на Върховния съвет на СССР Зулейха кизи Сеидмамедова е наградена с орден „Ленин“.
Наградена е със 7 ордена и множество медали:
- орден „Ленин“
- орден „Червена звезда“
- орден „Отечествена война“, II степен
- 2 ордена „Червено знаме на труда“
- 2 ордена „Почетен знак“

## Памет
- Филм „Зулейха“ (в трилогията „Небесни братя“ на Назим Исрафилоглу)
- Филм Göylər Sonsuz Bir Dənizdir. II Film. Züleyxa (1995)